# Katarzyna Dołgorukowa (1847–1922)
Katarzyna Dołgorukowa (ur. 2 listopada?/14 listopada 1847, zm. 15 lutego 1922) – księżna Dołgorukowa - żona Aleksandra II Romanowa.
Rodzina Katarzyny należała do zubożałej arystokracji. Była córką księcia Michaiła Dołgorukowa i Wiery Wiszniewskiej. 
Romans Aleksandra II i Katarzyny zaczął się w kwietniu 1865 roku lub latem 1866 roku, gdy Katarzyna była uczennicą w Instytucie Smolnym. W późniejszych latach (latach 70tych XIX wieku) Aleksander stopniowo przestawał ukrywać swój pozamałżeński związek i domagał się akceptacji tej relacji przez rodzinę i otoczenie. Aleksander i Katarzyna mieli czworo dzieci.  Ślub wzięli w 1880 roku, niecały miesiąc po śmierci carycy Marii Aleksandrowny. Katarzyna została wdową 13 marca 1881 roku w wyniku zamachu na Aleksandra II. Katarzyna udała się wraz z dziećmi do Nicei.

## Dzieci
- Georgij Aleksandrowicz Juriewski (ur. 12 maja 1872 w Petersburgu, zm. 13 września 1913 w Marburgu, Niemcy)
- Olga Aleksandrowna Juriewska (ur. 7 listopada 1874, zm. 10 sierpnia 1925)
- Borys Aleksandrowicz Juriewski (ur. i zm. 1876)
- Katarzyna Aleksandrowna Juriewska (ur. 9 lutego 1878, zm. 22 grudnia 1959)[potrzebny przypis]

## Spuścizna historyczna
Listy
Zachowała się korespondencja księżny z carem Aleksandrem.
Wspomnienia
Niedługo po zabójstwie małżonka, w 1882 roku, już na wygnaniu, wydała pod męskim pseudonimem Victor Laferté, napisane w języku francuskim wspomnienia zatytułowane Alexandre II. Détails inédits sur sa vie intime et sa mort (Aleksander II. Nieopublikowane szczegóły odnośnie do jego prywatnego życia i śmierci). Rosyjski przekład wspomnień zatytułowany Aleksandr II. Vospominaniya (ros. Александр II. Воспоминания) ukazał się w 2004 w Moskwie.